# 辛国斌
辛国斌（1965年12月—），男，黑龙江方正人，中华人民共和国政治人物。中央党校工商管理硕士、工程师职称。

## 生平
1985年1月加入中国共产党。1986年毕业于沈阳药学院制药系化学制药专业，同年8月参加工作。1993年到2003年一直在国家经贸委工作；2003年进入国家发展和改革委员会担任产业政策司副司长。2008年到2010年在工业和信息化部任职。
2010年，作为中共中央组织部安排的66名中央干部之一到地方任职，被派往青海省。这年10月，他被任命为中共海西州委副书记，仍为真正厅级。2011年5月担任中共青海省海西州委书记兼柴达木循环经济试验区党工委书记，2013年7月任青海省人民政府副省长、海西州委书记兼柴达木循环经济试验区党工委书记。2015年8月任工业和信息化部副部长。